# كليف بيرن
كليف بيرن (بالإنجليزية: Cliff Byrne)‏ (26 أبريل 1982 في جمهورية أيرلندا) هو لاعب كرة قدم أيرلندي في مركز الدفاع. شارك مع منتخب جمهورية أيرلندا تحت 21 سنة لكرة القدم. أما مع النوادي، فقد لعب مع أولدهام أثلتيك وديري سيتي وسكونثورب يونايتد ونادي سندرلاند ونادي غاينسبورو ترينيتي وAlfreton Town F.C. ‏.

## وصلات خارجية
- كليف بيرن على موقع قاعدة بيانات كرة القدم.إي يو (الإنجليزية)
- كليف بيرن على موقع Soccerbase.com (لاعب) (الإنجليزية)